# Gliese 783
Gliese 783 è un sistema binario scoperto come tale da John William Herschel, figlio dello scopritore di Urano, nella prima metà del XIX secolo. Le due stelle si trovano a circa 19,6 anni luce dal sistema solare, nella costellazione del Sagittario ed orbitano l'una rispetto all'altra ad una distanza di circa 43 UA. Il sistema è conosciuto anche come HJ (Herschel J.) 5173 ed è in avvicinamento al sistema solare; in 41 000 anni circa arriverà alla distanza di 6,75 anni luce dalla Terra, e a quel tempo sarà più luminosa di quanto non lo sia attualmente, con una magnitudine apparente di +3.

## Gliese 783 A
È una stella nana arancione di classe spettrale K2,5V, con il 70% della massa e l'80% del diametro del Sole, ma solo il 23% della sua luminosità. La sua metallicità è inferiore a quella solare (85%) e l'età stimata è di 6,4 miliardi di anni.
Per poter ospitare forme di vita, un pianeta con acqua liquida dovrebbe trovarsi a circa 0,69 UA, con un periodo orbitale di 226 giorni, quindi all'incirca alla stessa distanza di Venere dal Sole.

## Gliese 783 B
È una nana rossa di tipo M4V, con un quinto della massa del Sole, il 28% del suo diametro e 7×10−5 della sua luminosità. Attorno a questa stella, un pianeta per avere condizioni favorevoli alla vita dovrebbe trovarsi a meno di 0,1 au di distanza e compiere una rivoluzione in appena 24 giorni. Ma a questa distanza dalla stella madre probabilmente il pianeta avrebbe una rotazione sincrona causata dal blocco mareale della vicina stella e volgerebbe sempre lo stesso emisfero verso di essa, rendendo le condizioni per la formazione della vita estremamente difficili.